# Abū Sulaimān al-Chattābī
Abū Sulaimān Hamd ibn Muhammad al-Chattābī (arabisch ابو سليمان حمد بن محمد الخطابي, DMG Abū Sulaimān Ḥamd ibn Muḥammad al-Ḫaṭṭābī; * Juli 931 in Bust; † April 998 ebenda) war ein schafiitischer Hadith-Gelehrter, der auch als Literat, Philologe und Lexikograph tätig war, aber vor allem durch seine Traditionskompendien Berühmtheit erlangte. Sein ism-Name Hamd ist schon zu Lebzeiten zu Ahmad entstellt worden. Al-Chattābī wurde nachgesagt, er sei ein Nachfahre von Zaid ibn al-Chattāb, einem Bruder des zweiten Kalifen Umar ibn al-Chattab, doch war diese Genealogie umstritten.

## Leben
Al-Chattābī verdiente seinen Lebensunterhalt als Händler. Reisen, die dem Erwerb von Wissen (ṭalab al-ʿilm) dienten, führten ihn durch verschiedene islamische Länder. Neben Bagdad, wo er längere Zeit blieb, und Basra besuchte er Mekka und Nischapur. In Nischapur verbrachte er mehrere Jahre zum Studium, begann aber später, auch selbst zu unterrichten. Sein wissenschaftliches Interesse galt hauptsächlich dem Hadith und dem Fiqh. Gegen Ende seines Lebens zeigte er Neigungen für die Sufik und trat in einen Ribat bei Bust am Ufer des Hilmend ein. Dort ist er auch gestorben.

## Werke
Von den gut zwölf Werken, die al-Chattābī verfasst hat, sind neun in Handschriften erhalten. Sechs davon sind inzwischen ediert:
- Ġarīb al-ḥadīṯ, Sammlung seltener Traditionen, die sich weder bei Abū ʿUbaid al-Harawī noch bei Ibn Qutaiba finden.
- Maʿālim as-sunan („Wegweiser zu den Sunan“), der älteste und wichtigste Kommentar zu den Sunan des Abū Dāwūd as-Sidschistānī, der in modernen Druckausgaben vier Bände umfasst.
- Iʿlām as-sunan fī šarḥ Ṣaḥīḥ al-Buḫārī, der älteste Kommentar zu der Traditionssammlung Sahīh al-Buchārī. Al-Chattābī macht in seiner Vorrede deutlich, dass er die Sunan des Abū Dāwūd den Sammlungen von al-Buchārī und Muslim ibn al-Haddschādsch vorzieht.[2]
- Iṣlāḥ ġalaṭ al-muḥaddiṯīn, ein Buch, das durch die Hadith-Gelehrten fehlerhaft überlieferte Ausdrücke richtigstellt.
- Kitāb Šaʾn ad-duʿāʾ, ein Buch über das Bittgebet und seine Stellung in der Religion.
- Kitāb al-ʿUzla, ein Buch über die Zurückgezogenheit.
- Bayān iʿǧāz al-Qurʾān, Abhandlung über die Unnachahmlichkeit des Korans. Das Werk weist große inhaltliche Ähnlichkeiten mit dem Werk Taʾwīl muškil al-Qurʾān von Ibn Qutaiba auf.[3]

Alle diese Werke besitzen eine im Aufbau und Stil sehr ähnliche Vorrede (ḫuṭba). Nach Auffassung von Sebastian Günther markieren sie mit ihrer planvollen Gestaltung und relativen Geschlossenheit als „auktorial verfasste Vorlesungskripte“ den Übergang in der wissenschaftlichen arabischen Literatur von der „privaten Aufzeichnung“ zum „regulären Buch“.

## Positionen
Al-Chattābī war traditionalistisch eingestellt und stand dem Kalām und seinen Anhängern sehr kritisch gegenüber. Seine negative Haltung dem Kalām gegenüber lässt sich unter anderem an dem Titel einer Schrift von ihm ablesen, die sich selbst nicht erhalten hat: al-Ġunya ʿan al-kalām wa-ahli-hī („Die Entbehrlichkeit des Kalām und seiner Anhänger“). Al-Chattābī warnte vor allem vor jenen Leuten, die den Kalām anwenden, ohne das dazu notwendige Wissen zu besitzen.
Tokatly hat gezeigt, dass auch al-Chattābīs Kommentar zum Sahīh al-Buchārī eigentlich eine Polemik gegen die Anhänger des Kalām darstellt. In seiner Vorrede zu dem Werk wendet sich al-Chattābī gegen den Vorwurf der Kalām-Gelehrten, dass die Traditionalisten die Hadithe nur übermittelten, ohne sie zu verstehen, mithin Taqlīd betrieben. Gegen die Hadith-Sammlung al-Buchārīs hatte er deswegen Vorbehalte, weil sie seiner Auffassung nach mit ihren zahlreichen Hadithen, die die Gottesebenbildlichkeit des Menschen behandelten, den Anhängern des Kalām Argumente in die Hände spielten, um die Traditionalisten des Anthropomorphismus (tašbīh) beschuldigen zu können. In seinem Kommentar zu der Sammlung griff sich al-Chattābī speziell solche Hadithe heraus, die anthropomorphistische Konzepte stützten, und versuchte, ihren anthropomorphistischen Gehalt zu widerlegen. Mit dieser Intention steht sein Werk dem Kitāb Taʾwīl muḫtalif al-ḥadīṯ von Ibn Qutaiba nahe.